# Dzień na świecie (program informacyjny)
Dzień na świecie (dawniej To był dzień na świecie) – polski program informacyjno-publicystyczny będący podsumowaniem i analizą wydarzeń ze świata z udziałem zaproszonych ekspertów i publicystów. Głównymi prowadzącymi programu są Grzegorz Dobiecki i Jan Mikruta, ponadto regularnie program prowadzili Grzegorz Kozak i Agnieszka Laskowska. a okazjonalnie także Jarosław Gugała i Tomasz Jabłoński.

## Historia
Trwający około 20–30 minut program emitowany był w stacji Polsat News od 2008 roku, w tygodniu o 21:15 oraz w weekendy o 21:30. W kwietniu 2013 został zdjęty z anteny, co spotkało się z krytyką widzów i ekspertów. Od tego czasu do marca 2014 program ukazywał się w wersji cotygodniowej jako Tydzień na świecie (nadawany był w niedziele o 21:00 i trwał 45 min.), stanowiąc podsumowanie wydarzeń tygodnia.
Program powrócił na antenę 9 czerwca 2014 w wydłużonej formule (ok. 45 minut). Nadawany od poniedziałku do piątku o 21:00 w Polsat News 2 (początkowo kanał działał pod nazwą Polsat News+), prowadzącymi byli ponownie Grzegorz Dobiecki, Jan Mikruta i Grzegorz Kozak. Przed wakacjami 2018 roku program pojawiał się zarówno na antenie Polsat News (pierwsze półgodziny), jak i Polsat News 2 (całość). W ostatnim wydaniu przed wakacjami prowadzący Grzegorz Dobiecki zapowiedział, że wznowienie emisji programu nastąpi po wakacjach na antenie Polsat News, sugerując także w mediach społecznościowych, że program zostanie przystosowany do krótszej formy.
Program powrócił na antenę Polsat News 1 października 2018 pod skróconą nazwą Dzień na świecie, skróconym czasie trwania i jest emitowany codziennie o 22:30. Powtórki programu emitowane są na antenie Polsat News 2, natomiast nie jest on już dostępny jak wcześniej na platformie VOD Ipla (obecnie Polsat Box Go) i na stronie polsatnews.pl, z powodów licencyjnych, nadal są dostępne odcinki programu z czasu poprzedniej nazwy. Od 11 kwietnia 2022 program ponownie trwa około 45–50 minut.
W październiku 2024 do grona stałych prowadzących ponownie dołączył Grzegorz Kozak. 17 grudnia 2024 media poinformowały o odejściu Agnieszki Laskowskiej z programu.